# 6-я отдельная гвардейская мотострелковая бригада (СССР)
6-я отдельная гвардейская мотострелковая Берлинская ордена Богдана Хмельницкого бригада (нем. 6. Garde-Mot. Schützenbrigade) — соединение стрелковых войск РККА во время Великой Отечественной войны и после неё в Советской Армии ВС Союза ССР.
В годы Великой Отечественной войны 185-й гвардейский стрелковый полк в составе 60-й гвардейской стрелковой дивизии участвовал в боях на западном направлении. Бригада участвовала в Первой чеченской войне. В 1997 году переформирована в 6-й гвардейский мотострелковый полк 10-й гвардейской танковой дивизии, в 2009 расформирована.
Сокращённое наименование — 6 огмсбр. Условное наименование — Войсковая часть — полевая почта № 67586. Позывной — «Мореход».

## История
Созданная в 1962 году как 6-я отдельная мотострелковая бригада, в 1982 году в связи с 20-ти летием, в качестве поощрения, с оставлением войскового № 6, получила Боевое Знамя, почётное звание «Гвардейская», почётное наименование «Берлинская» и орден Богдана Хмельницкого, II степени, от 185-го гвардейского Берлинского ордена Богдана Хмельницкого стрелкового полка и стала вести свою историю с 1941 года с момента сформирования 1530-го стрелкового полка РККА ВС СССР.
Бригада (полк) имели наименования:
- 1530-й стрелковый полк 471-й стрелковой дивизии, затем 855-й стрелковый полк 278-й стрелковой дивизии[4], с 1943 года 185-й гвардейский стрелковый полк 60-й гвардейской стрелковой дивизии, с 1962 года 6-я отдельная мотострелковая бригада (формирования 1962 года), с 1982 года 6-я гвардейская Берлинская ордена Богдана Хмельницкого отдельная мотострелковая бригада, с 1997 года 6-й гвардейский мотострелковый полк 10 гв.тд.

### 1941—1945 годы
1530-й стрелковый полк 471-й стрелковой дивизии сформирован 22 декабря 1941 года на основании директивы Военного Совета Сталинградского военного округа. В дальнейшем 471-я стрелковая дивизия была переименована в 278-ю стрелковую дивизию. В состав 278-й стрелковой дивизии вошёл 855-й стрелковый полк (бывший 1530-й стрелковый полк).

#### Участие в действующей армии
В действующей армии 855-й стрелковый полк вместе с 278-й стрелковой дивизии с 20 мая 1942 года. Дивизия воевала в составе 38-й, 21-й, 3-й гвардейской, 12-й (3-го формирования), 6-й (3-го формирования), 46-й и 5-й ударной армий генерала  Н. Э. Берзарина
855-й стрелковый полк принял боевое крещение 18 июня 1942 года, прикрывая отход дивизии по берегу реки Дон.
Перед началом контрнаступления под Сталинградом в состав кадрового 855-го стрелкового полка влился 196-й запасной стрелковый полк 3-й гвардейской армии Донского фронта (командир запасного полка майор С. М. Вильховский стал заместителем командира полка). Полк под командованием майора Доколина А. И., в составе 278-й стрелковой дивизия (3-я гвардейская армия, Юго-Западный фронт), передислоцирован к станице Вёшенская, откуда 22 ноября 1942 года перешёл в наступление в рамках наступательной операции «Малый Сатурн». Уже к 28 ноября полк достиг станицы Боковская, где противник оказал сопротивление. Бои затянулись до 19 декабря. 25 декабря была взята станица Селивановская, а 1 января 1943 года — станица Скосырская.
С ноября по декабрь 1942 года полк и дивизия вели упорные бои. Дивизия особо отличилась в боях под Сталинградом, где ей присвоили звание гвардейской. Она получила наименование 60-я гвардейская стрелковая дивизия, а 855-й полк — наименование 185-й гвардейский стрелковый полк.

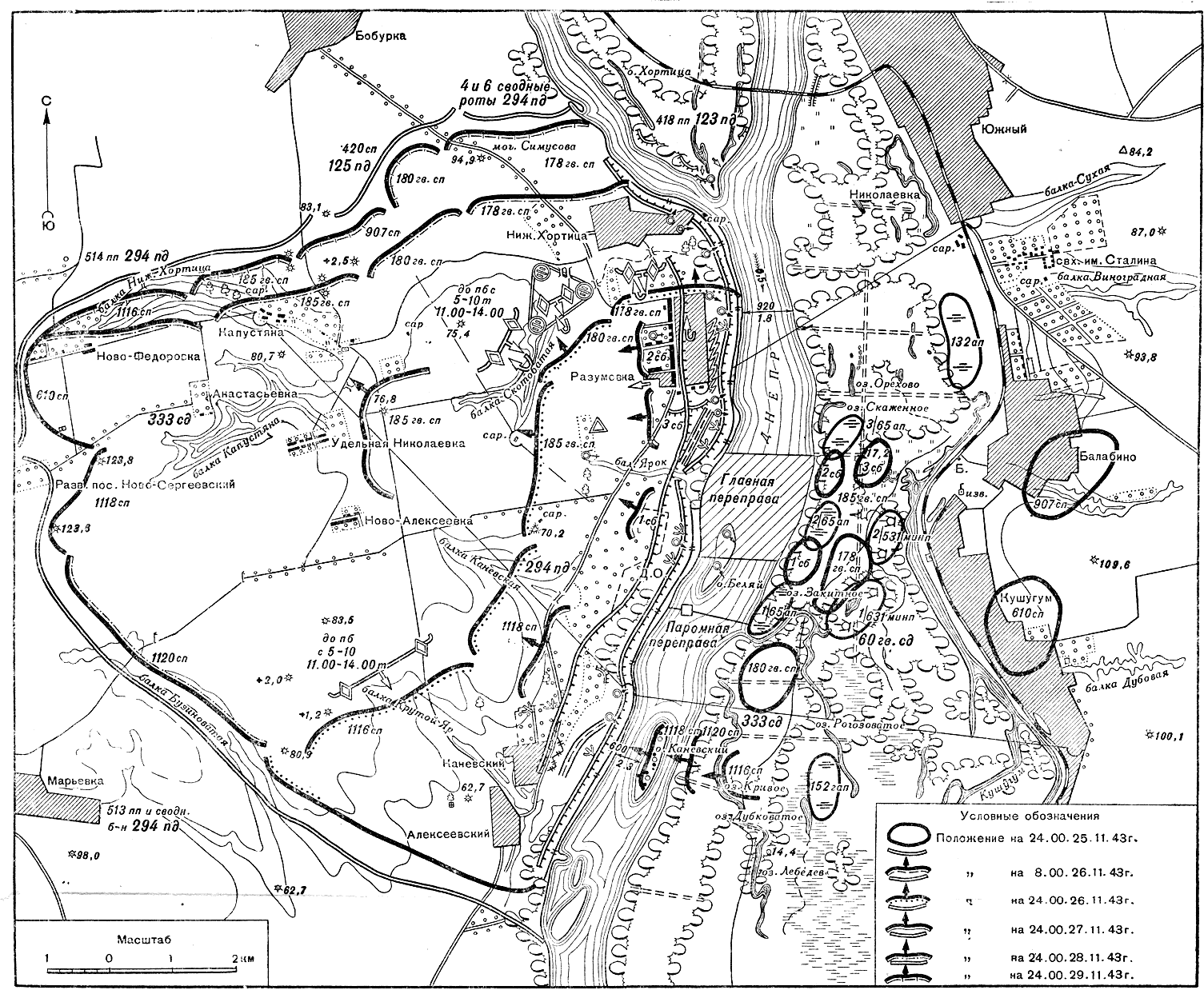
Форсирование Днепра. Боевые действия 185-го гв. стрелкового полка 60-й гв. сд. (26-29.11.1943 года)

Полк особо отличился в битве за Днепр. В сентябре 1943 года 185-й гвардейский стрелковый полк 60-й гвардейской стрелковой дивизии 12-й армии Юго-Западного фронта (с 20 октября 1943 года — 3-го Украинского фронта), освободив город Павлоград, вышел к Днепру южнее города Днепропетровск и, форсировав водную преграду у села Петро-Свистуново, захватил плацдарм в районе сёл Войсковое и Вовниги. После занятия плацдарма 60-я гвардейская дивизия была сначала выведена в резерв, а затем переброшена к Запорожью. В октябре 1943 года город Запорожье был освобождён и начались приготовления к форсированию Днепра.
За мужество и героизм, проявленные при форсировании Днепра, 10 воинов полка были удостоены звания Героя Советского Союза.
После битвы за Днепр полк участвовал в Никопольско-Криворожской наступательной операции, освобождении города Никополь. К началу 1944 года 60-я гвардейская стрелковая дивизия вошла в состав 5-й ударной армии 3-го Украинского фронта. В её составе полк участвовал в Березнеговато-Снигирёвской операции, форсировал реки Южный Буг и Днестр. Отличился в боях на Шерпенском плацдарме. Участвовал в Ясско-Кишинёвской операции, освобождении города Кишинёв.
За решительные действия, героизм и мужество, проявленные в боях при освобождении города Кишинёв, 185-й гвардейский стрелковый полк был награждён орденом Богдана Хмельницкого II степени.
В сентябре 1944 года 5-я ударная армия была выведена в резерв Ставки Верховного Главнокомандующего и в ноябре 1944 года вошла в состав 1-го Белорусского фронта. В его составе 185-й гвардейский стрелковый полк участвовал в Висло-Одерской операции. Последней операцией полка в ходе войны был штурм Берлина. Свой последний боевой рубеж 185-й гвардейский стрелковый полк занял 26 апреля 1945 года в самом центре Берлина, в нескольких сотнях метров от рейхстага.
За мужество и отвагу при взятии Берлина 185-й гвардейский ордена Богдана Хмельницкого стрелковый полк удостоен почетного наименования «Берлинский».
Война для полка закончилась 2 мая 1945 года.

### 1945—1962 годы
После окончания войны, в период демобилизации Союза ССР, на базе 3-го стрелкового батальона 185 гв.сп был сформирован 133-й отдельный батальон охраны Штаба Советской военной администрации в Германии, дислоцированный в берлинском районе Карлсхорст. Формирование батальона завершилось к 30 октября 1945 года. Первым комбатом стал командир 3-го стрелкового батальона 185-го гв. стрелкового полка майор Калитвинцев М. А.
После Нюрнбергского процесса, на котором были осуждены главари гитлеровского рейха, 185 гв.сп и 133-й отдельный комендантский батальон охраны вместе с союзниками несли охрану тюрьмы Шпандау, куда в июле 1947 года были доставлены для отбывания наказания семеро нацистских преступников, трое из которых были приговорены к пожизненному заключению. Внешнюю охрану тюрьмы осуществляли поочерёдно караулы от вооружённых сил стран антигитлеровской коалиции — СССР (март, июль, ноябрь), США (апрель, август, декабрь), Великобритания (январь, май, сентябрь) и Франция (февраль, июнь, октябрь).
В июне 1948 года 185-й гвардейский стрелковый полк (в/ч п.п. 35767) был переформирован в 137-й отдельный комендантский батальон охраны Штаба Советской военной администрации в Германии (полевая почта № 75352).
Постановлением Совета Министров СССР и приказом Главноначальствующего СВАГ — Главнокомандующего ГСОВГ № 0060 от 17 ноября 1949 года была ликвидирована СВАГ и создана Советская Контрольная Комиссия (СКК). При этом в ГСОВГ передавались 313 формирований (среди них 11 отдельных комендантских батальонов охраны).

### 1962—1982 годы
20 августа 1962 года в Берлине на базе 133-го (пп 75242), 137-го (пп 75352), 154-го (пп 51439) и 178-го (пп 83398) отдельных комендантских батальонов охраны и других частей была сформирована 6-я отдельная мотострелковая бригада в составе 20-й гвардейской общевойсковой армии ГСВГ. Место дислокации — в берлинском районе Карлсхорст.

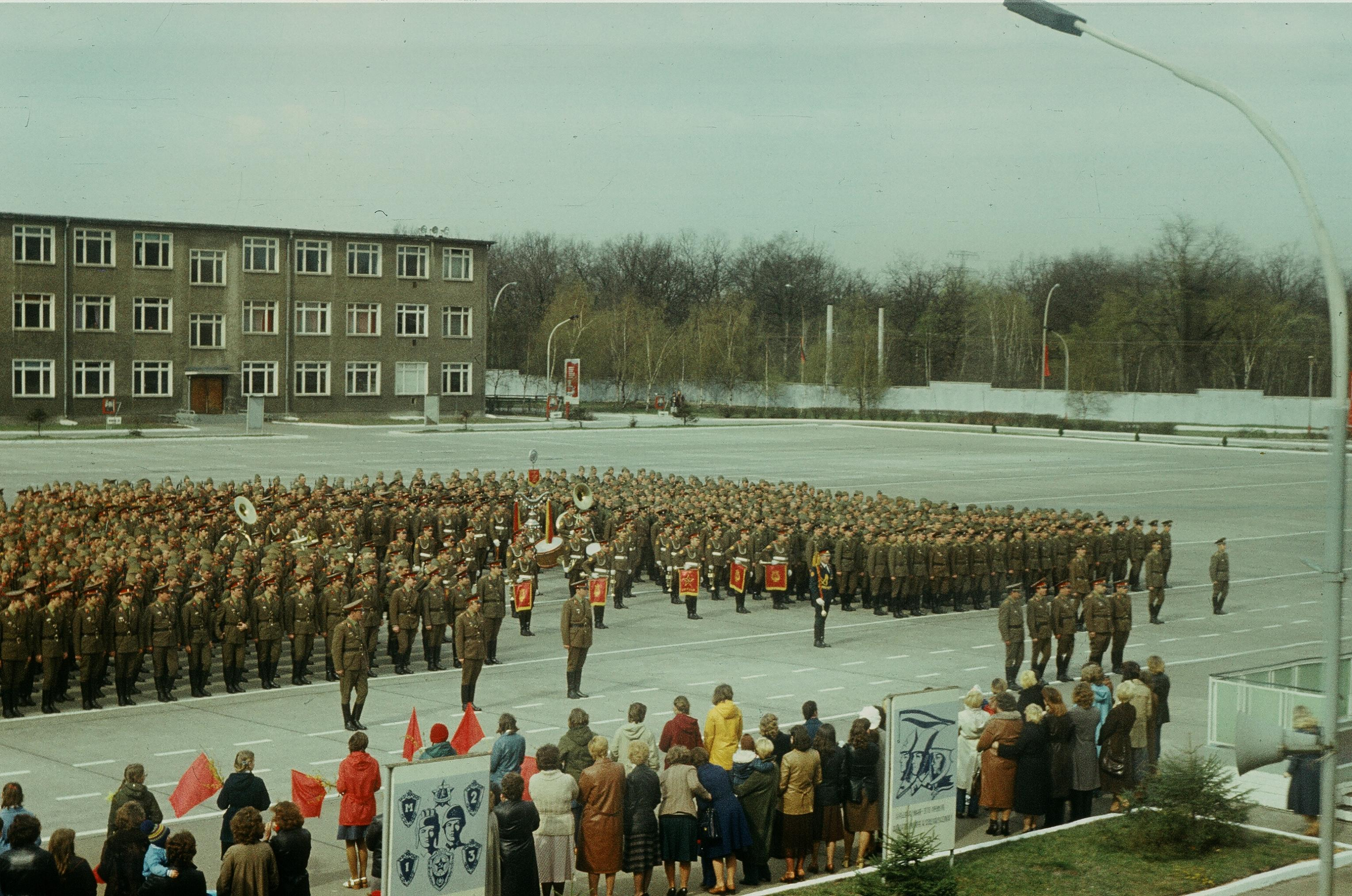
Исполнение песни «День Победы» в составе бригады. Германия, Берлин, Карлхорст. 9 мая 1982 год.
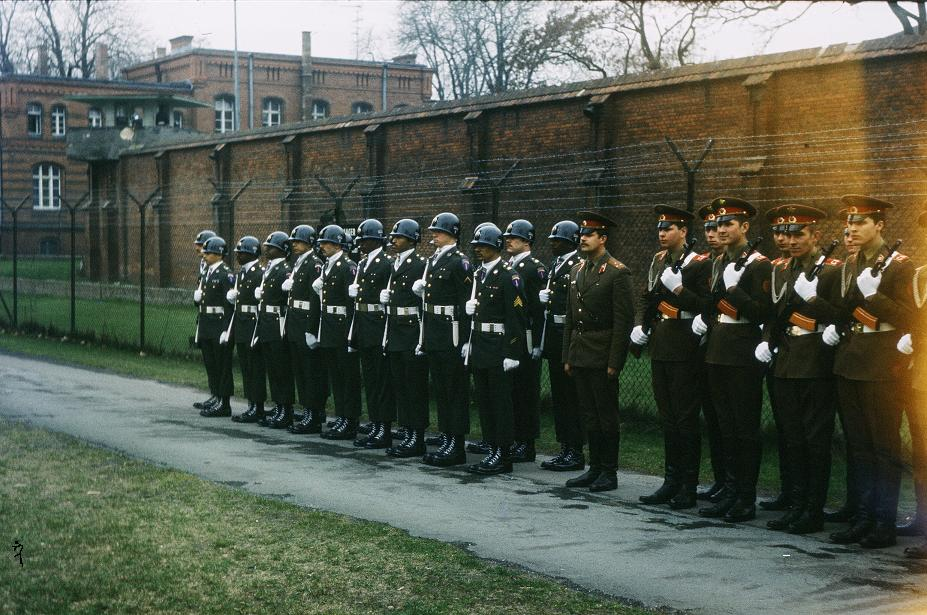
Караулы от Вооружённых Сил США и Советского Союза. 1981 год. Германия, Западный Берлин, Шпандау.
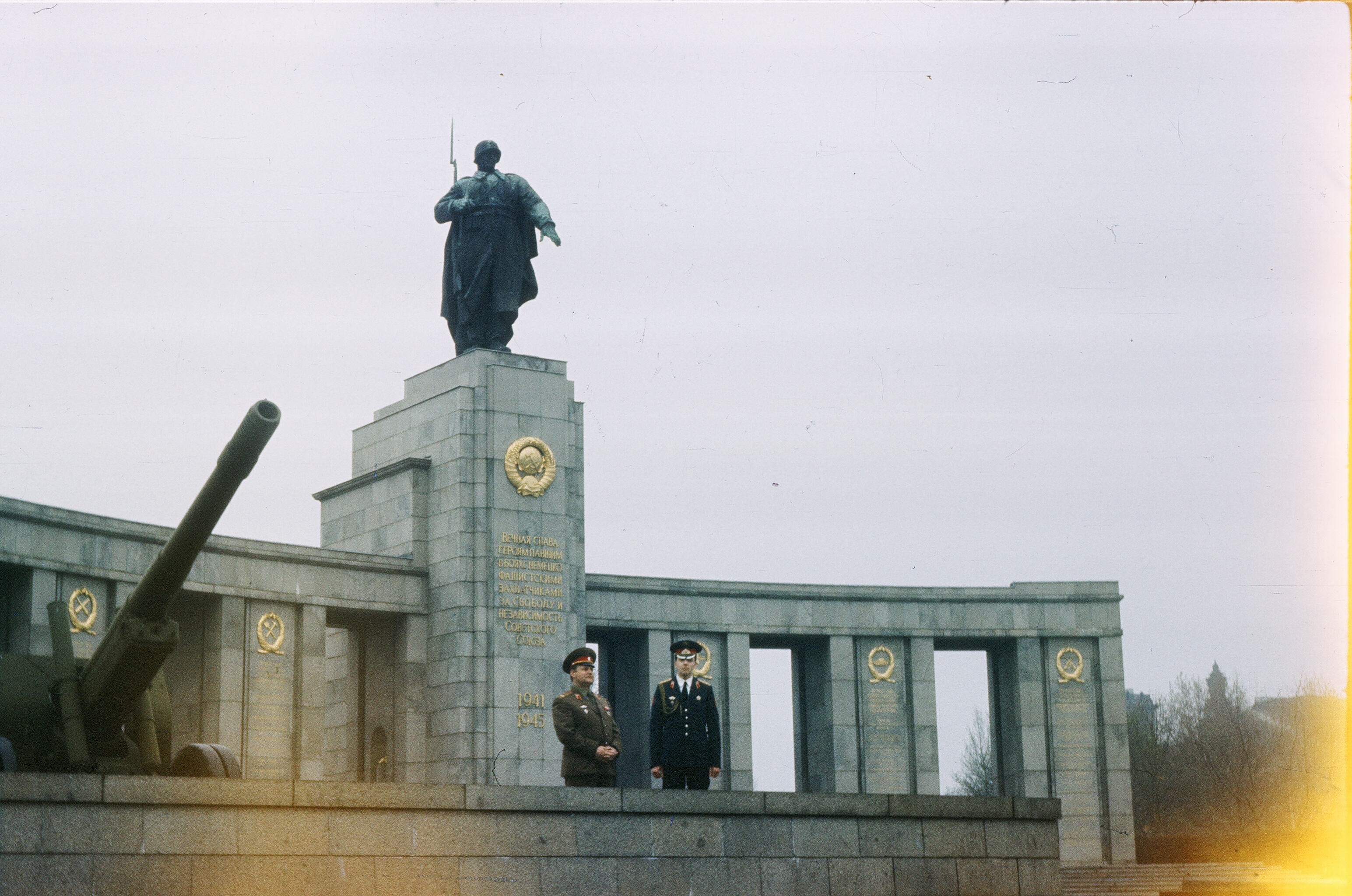
Мемориал павшим советским воинам в Тиргартене. Комбриг А. Дорофеев и лучший командир взвода бригады лейтенант Ильин. Германия, Западный Берлин, 1981 год.
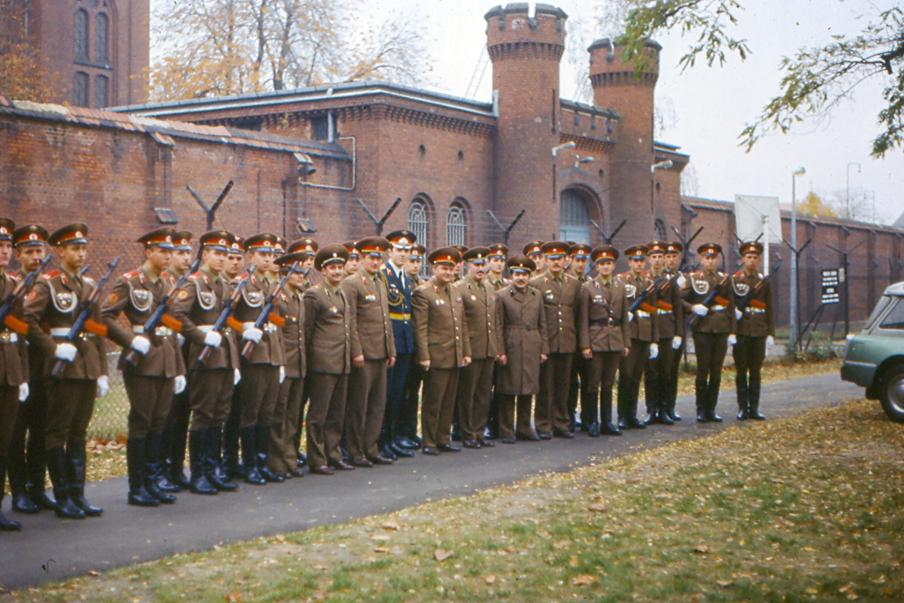
Караул в Шпандау. 1981 год.
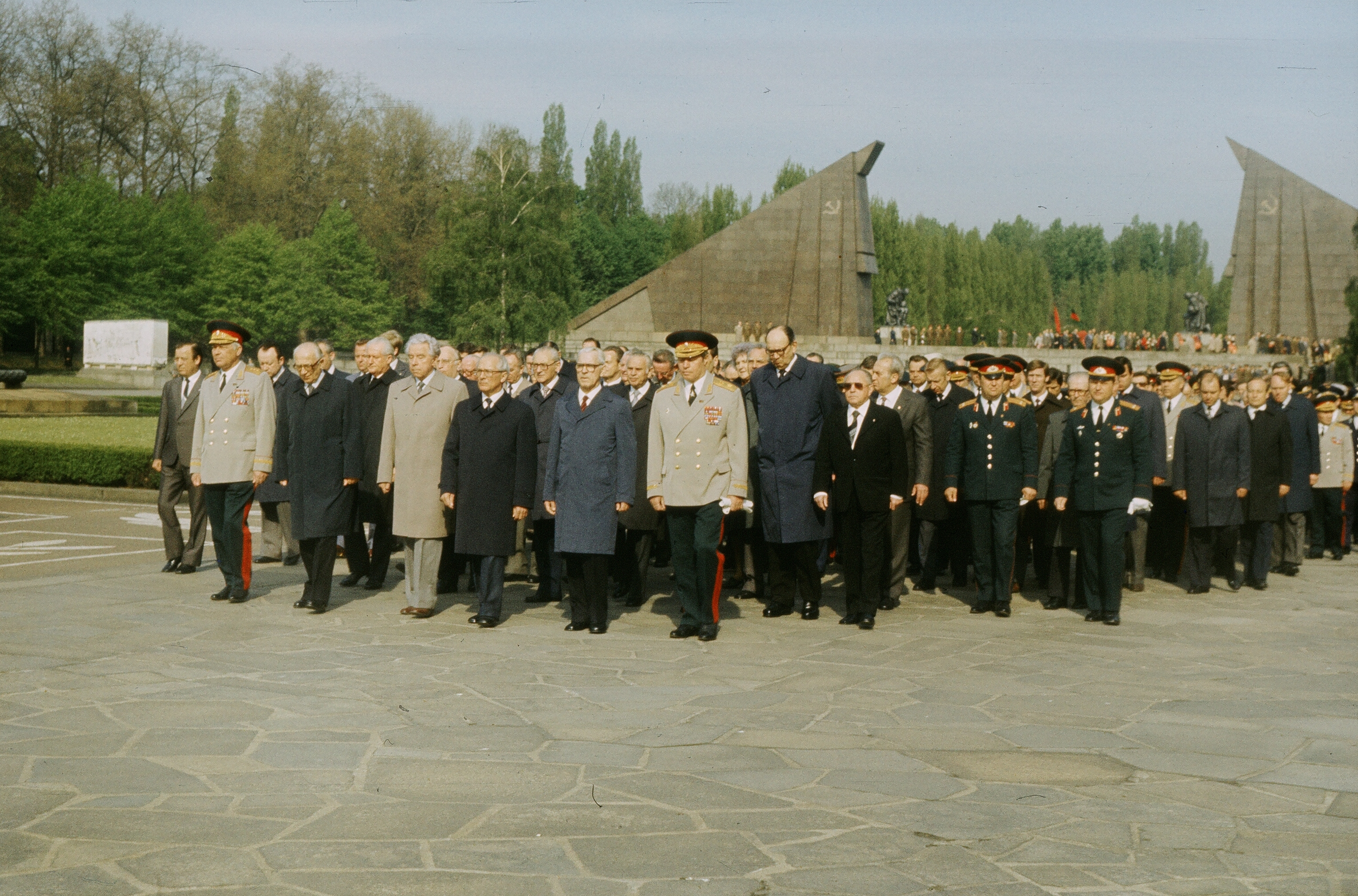
Мемориал советским воинам в Трептов-парке
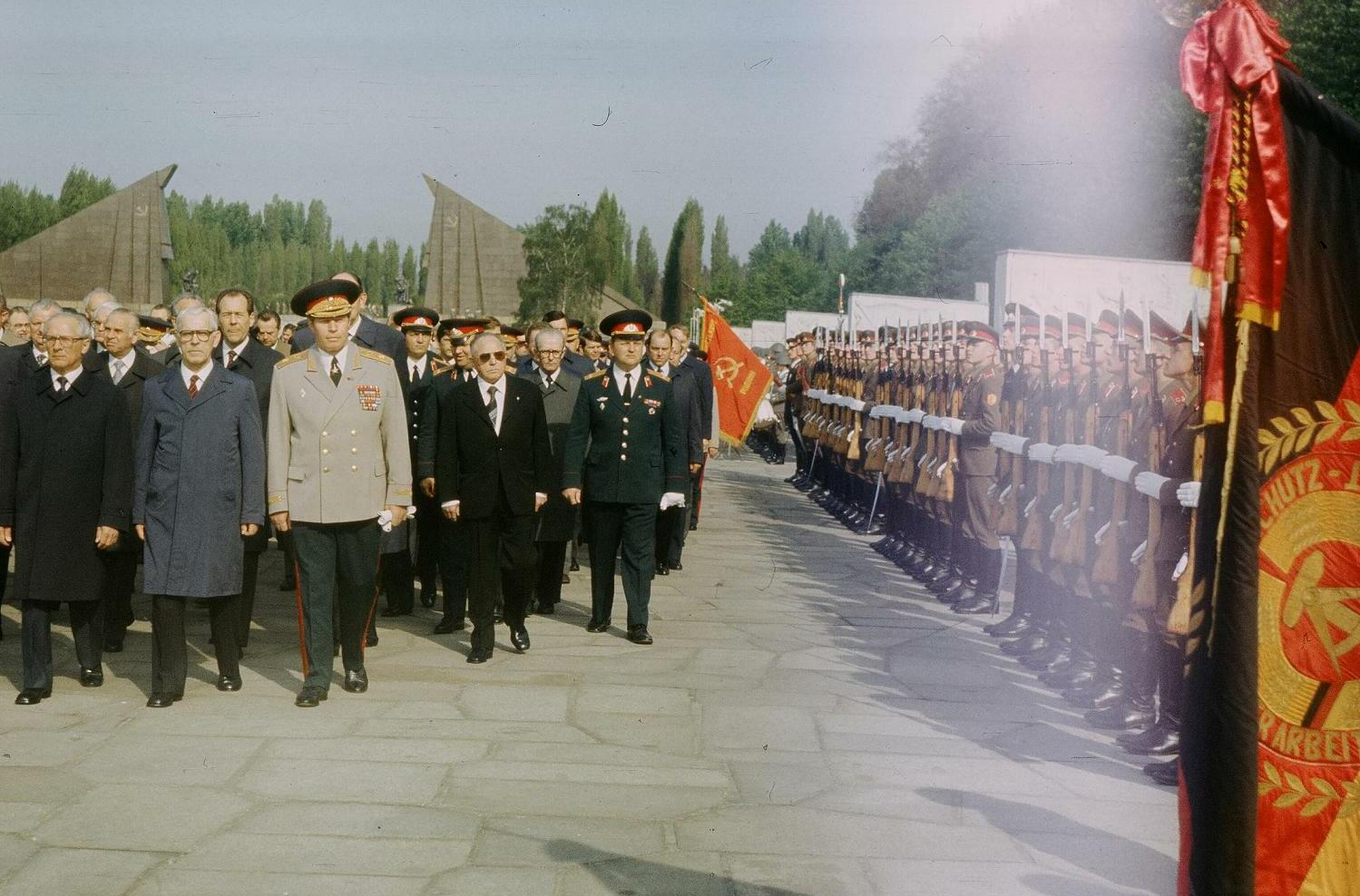
На возложении венков в Трептов-парке. Э. Хонеккер, Вилли Штоф, М. М. Зайцев, Э. Мильке, А. А. Дорофеев. Берлин, 1982 год.

В состав бригады входили:
- 133-й отдельный мотострелковый батальон (в/ч 64994);
- 154-й отдельный мотострелковый батальон;
- 178-й отдельный мотострелковый батальон;
- 53-й отдельный танковый батальон
- 54-й отдельный танковый батальон.
- 65-й отдельный танковый батальон.
- подразделения обеспечения и обслуживания.

В 1964 году для усиления берлинской танковой группировки в Берлин из Фюрстенвальде введён 10-й отдельный танковый батальон 6-й гвардейской мотострелковой дивизии.
Боевые Знамёна частей Бригады

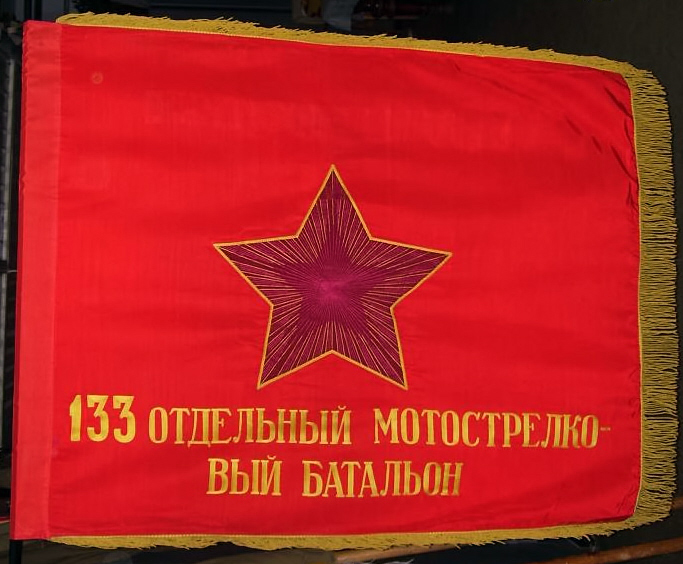
Боевое Знамя. 133-й отдельный мотострелковый батальон
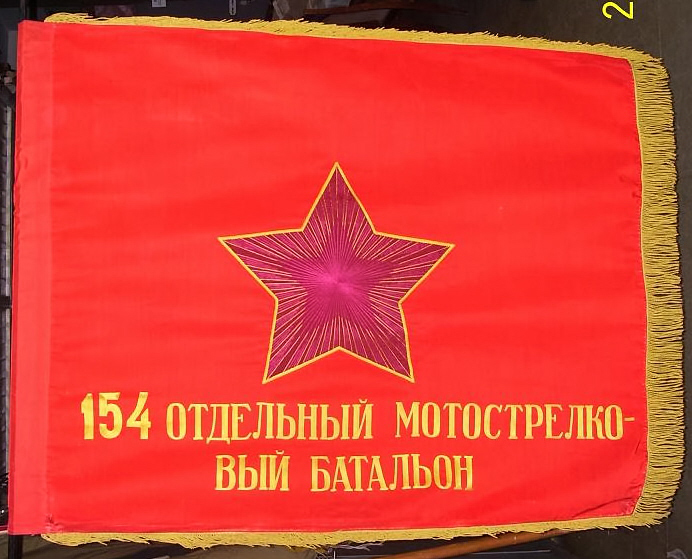
Боевое Знамя. 154-й отдельный мотострелковый батальон
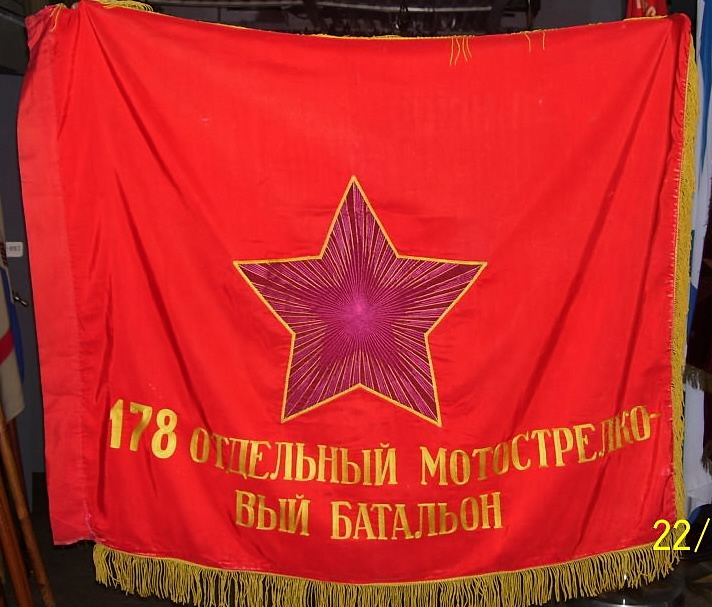
Боевое Знамя. 178-й отдельный мотострелковый батальон
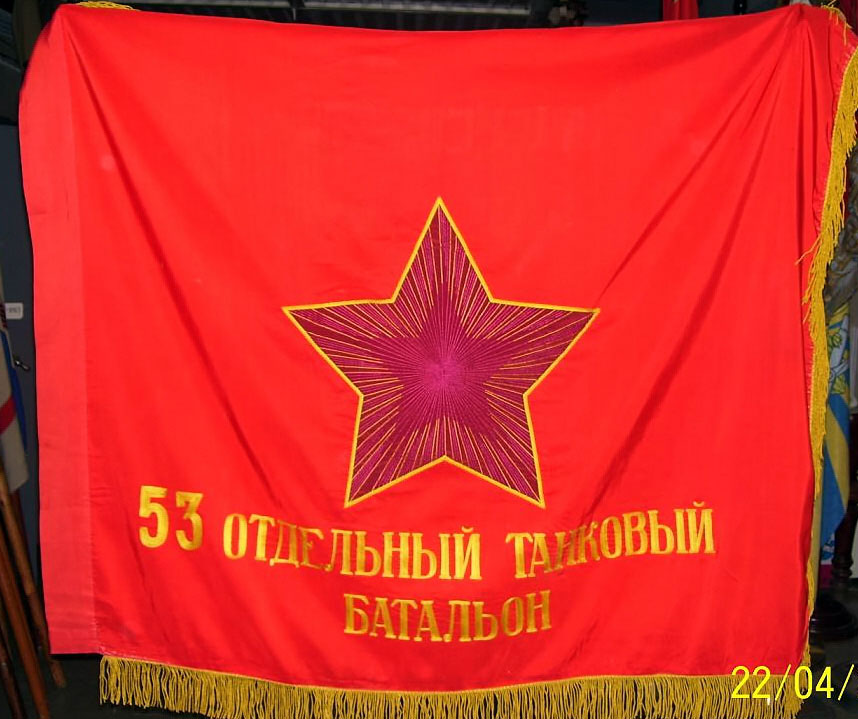
Боевое Знамя. 53-й отдельный танковый батальон
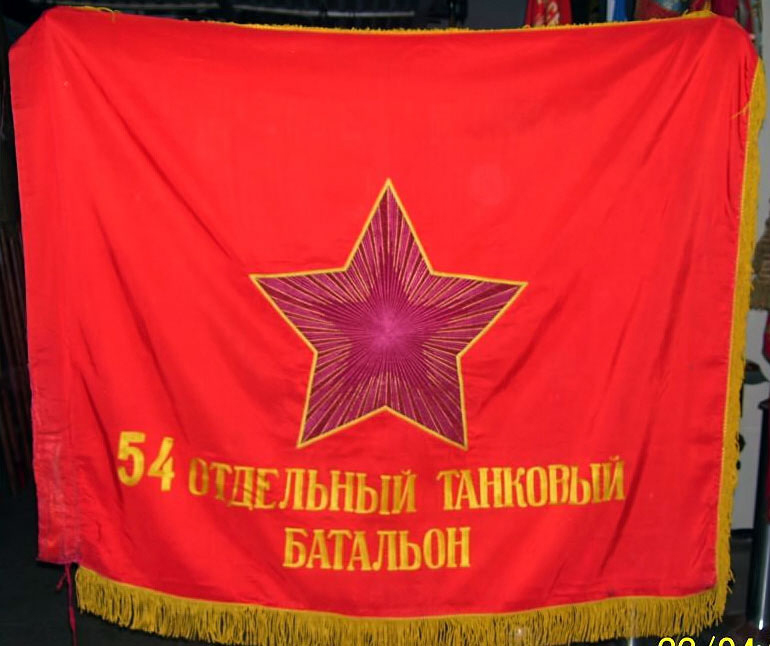
Боевое Знамя. 54-й отдельный танковый батальон

Задача бригады: противостоять войскам Тризонии (США, Великобритании и Франции) в Западном Берлине.
На вооружении бригады на 19.11.90: 141 танк (Т-64); 66 БМП (БМП-1); 34 БТР (31 БТР-80, 3 БТР-60).
С образованием бригады Комендатура Берлинского гарнизона была упразднена и функции коменданта Берлина были возложены на командира берлинской бригады — начальника гарнизона советских войск в Берлине, затем на командира 133-го отдельного мотострелкового батальона, до создания в 1990 году 470-й военной комендатуры ЗГВ Берлинского гарнизона (вч 45877).
На 133-й омсб возлагались особые специальные задачи в Западном Берлине:
- 1-я мотострелковая рота — по охране Мемориала павшим советским воинам в Тиргартене[12][13][14];
- 2-я мотострелковая рота — по охране тюрьмы с главными фашистскими преступниками в Шпандау[5];
- 3-я рота специальной службы — для выполнения специальных задач в Восточном и Западном Берлине[15].

В 1964 г. против караулов по охране Межсоюзнической тюрьмы Шпандау и памятника советским воинам в Тиргартене неоднократно осуществлялись различные провокации: в часовых бросали камни, подбрасывались журналы с нужными адресами для желающих сбежать на Запад и т. д. Однако личный состав батальона службу нёс безукоризненно.
23 марта 1965 года 133-му омсб от имени Президиума Верховного Совета СССР было торжественно вручено Боевое Знамя. Его вручил заместитель командующего 20-й гвардейской общевойсковой армией генерал-майор М. И. Макарычев.

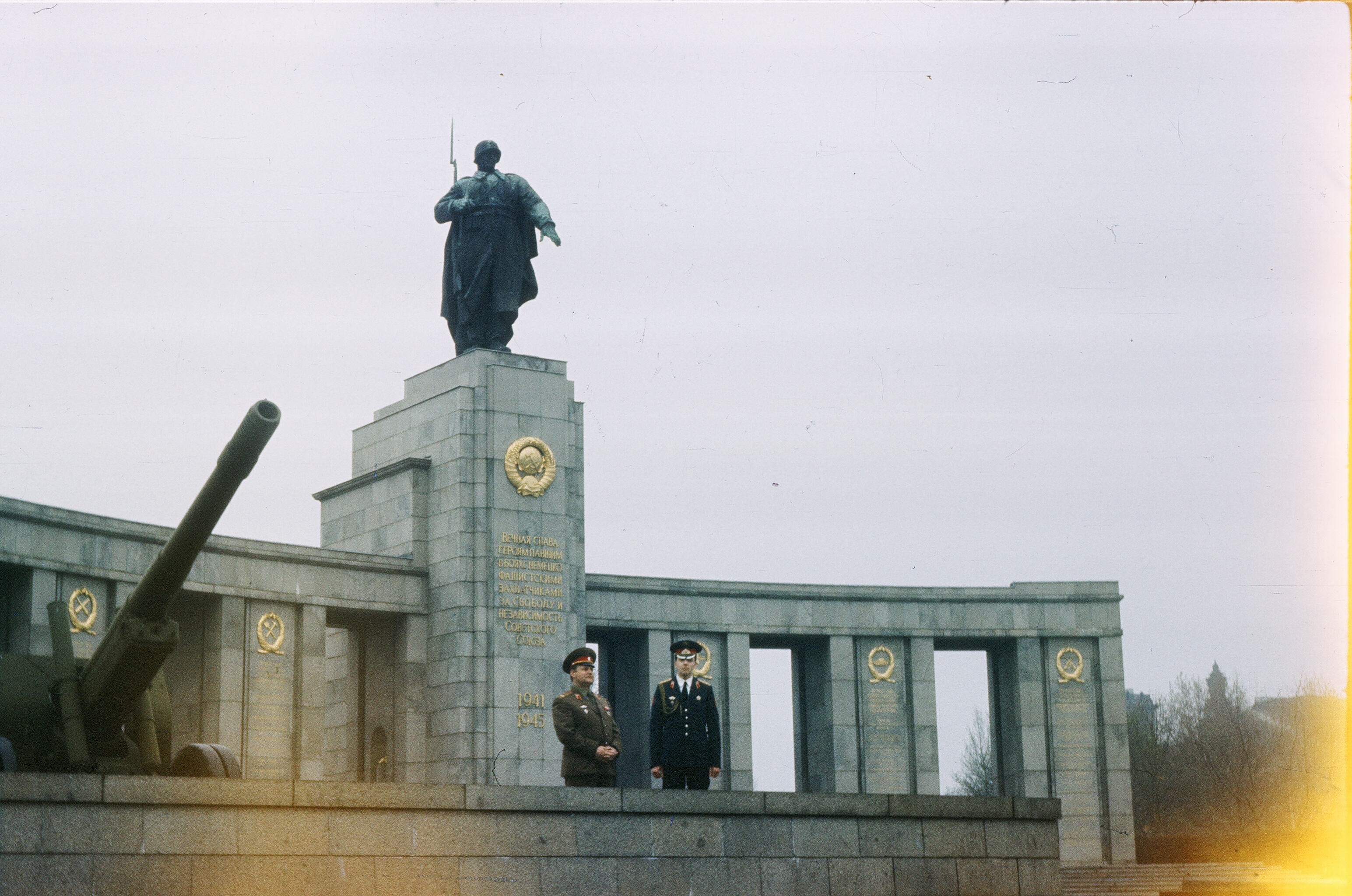
Мемориал павшим советским воинам в Тиргартене. Комбриг А. Дорофеев и лучший командир взвода бригады лейтенант Ильин. Германия, Западный Берлин, 1981 год
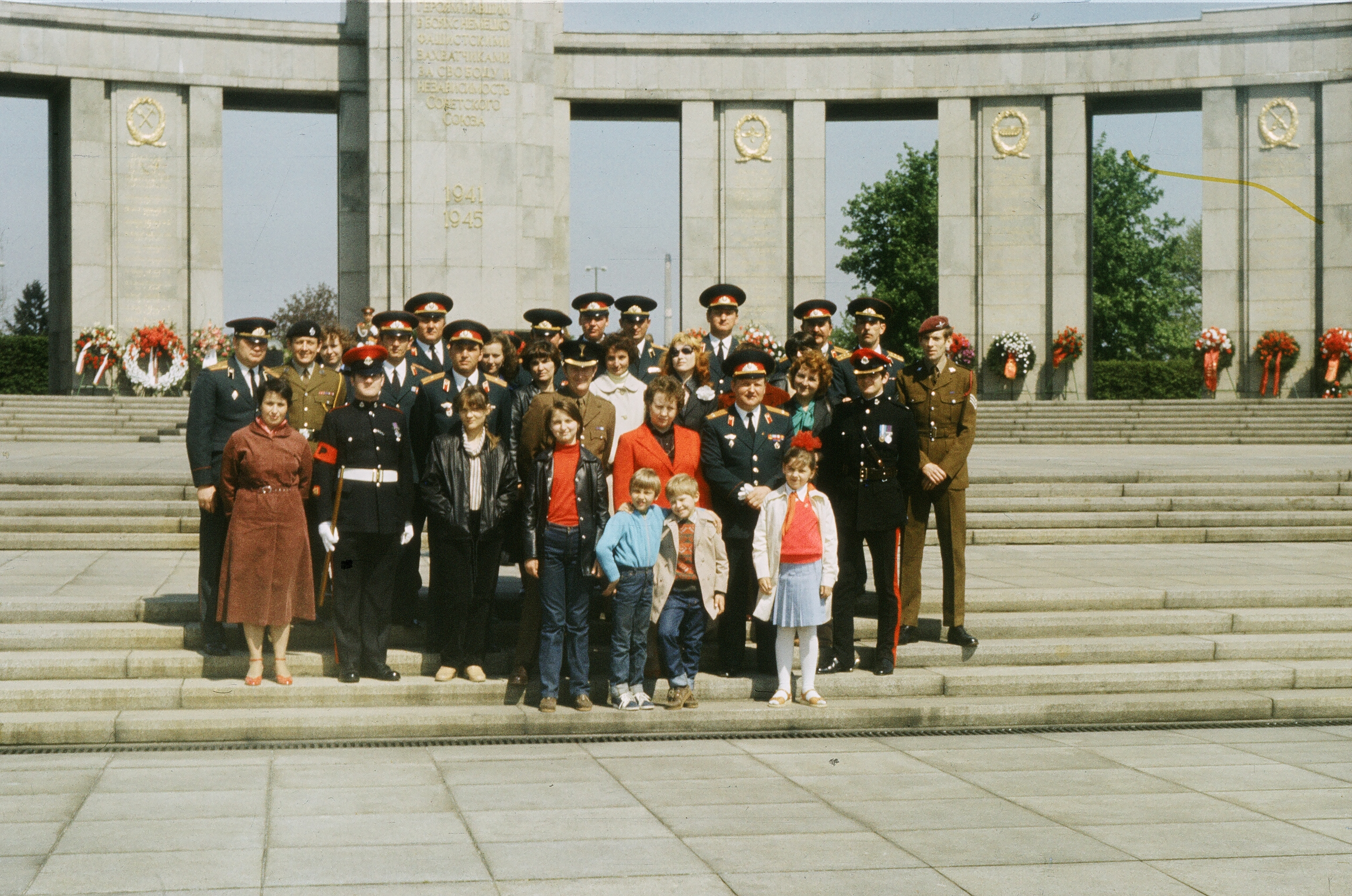
Британские и советские офицеры с семьями у мемориала
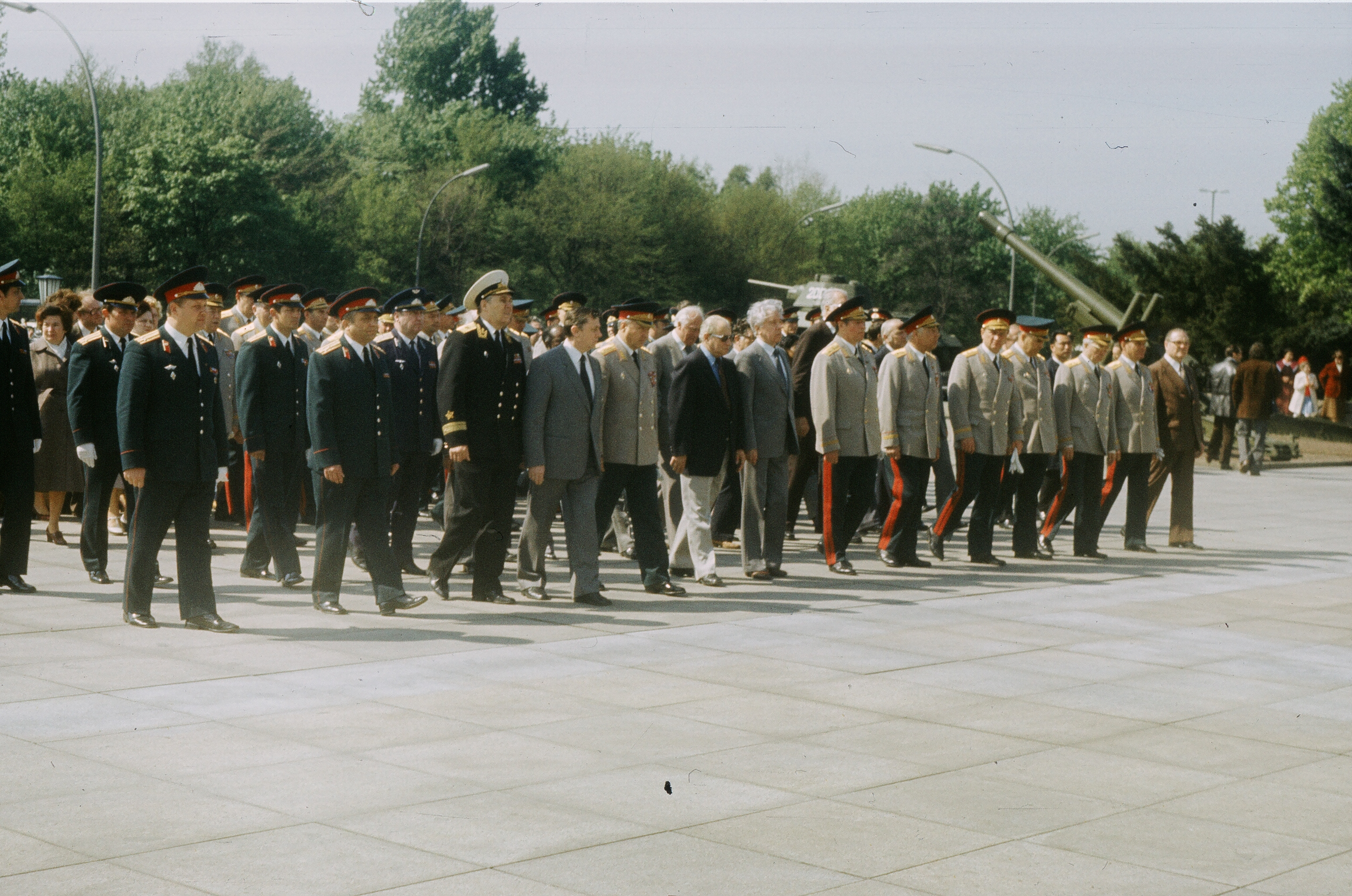
Возложение венков советским воинам в Тиргартене 8.05.1982
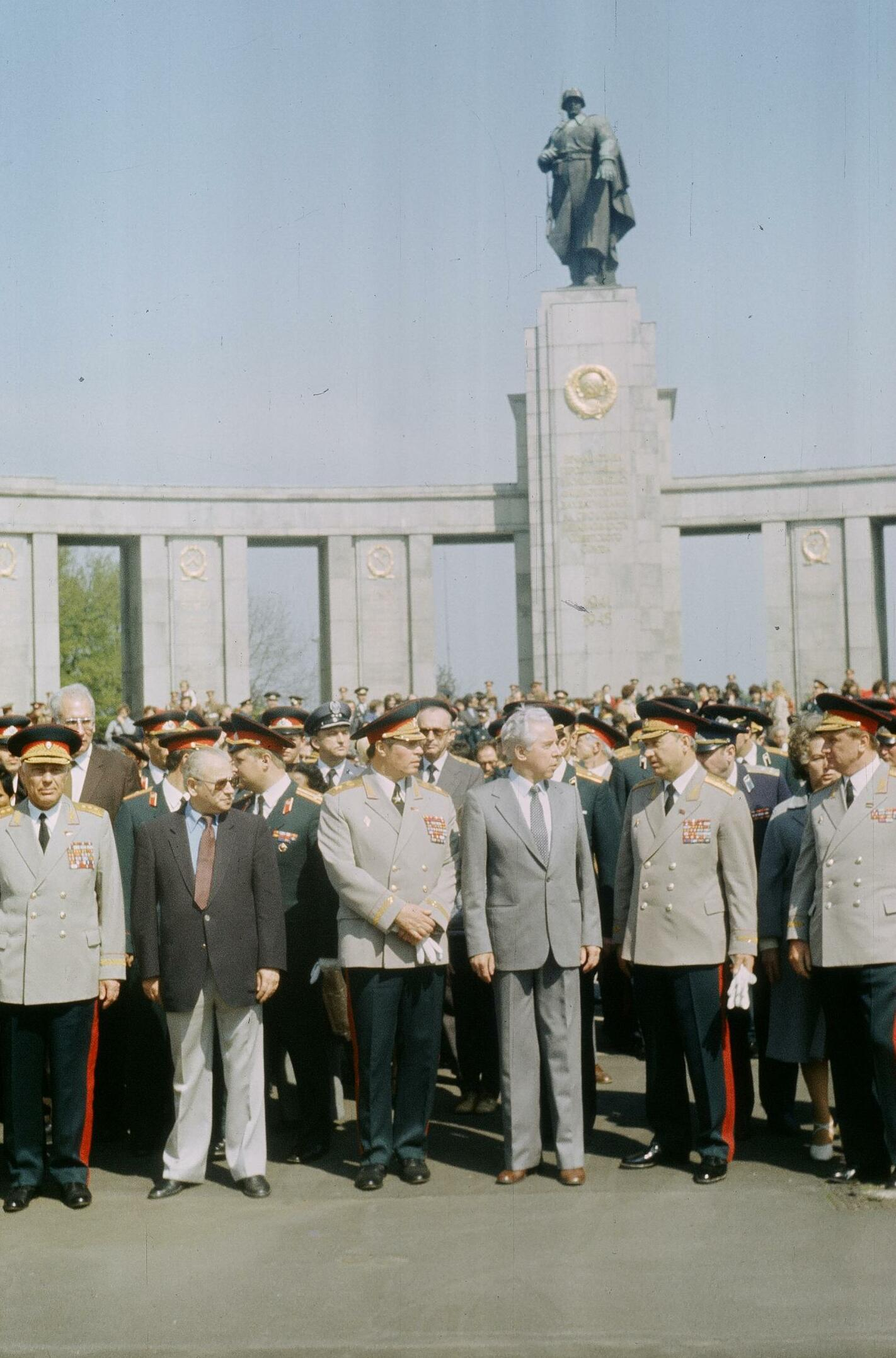
Главком ГСВГ М. М. Зайцев и посол СССР в ГДР П. А. Абрасимов у Мемориала павшим советским воинам в Тиргартене 8.05.1982.
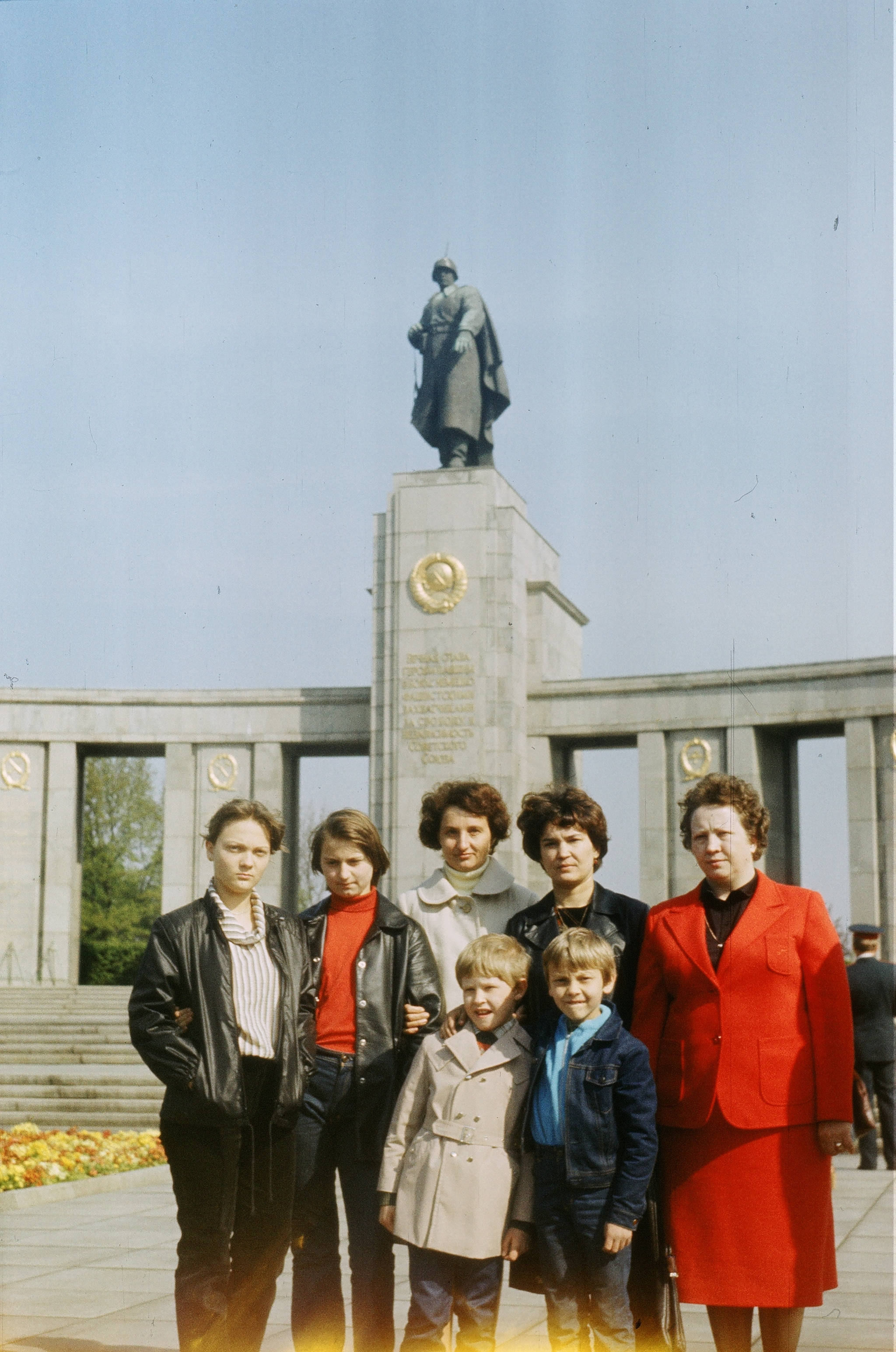
Семьи офицеров у памятника павшим советским воинам. Западный Берлин. Тиргартен
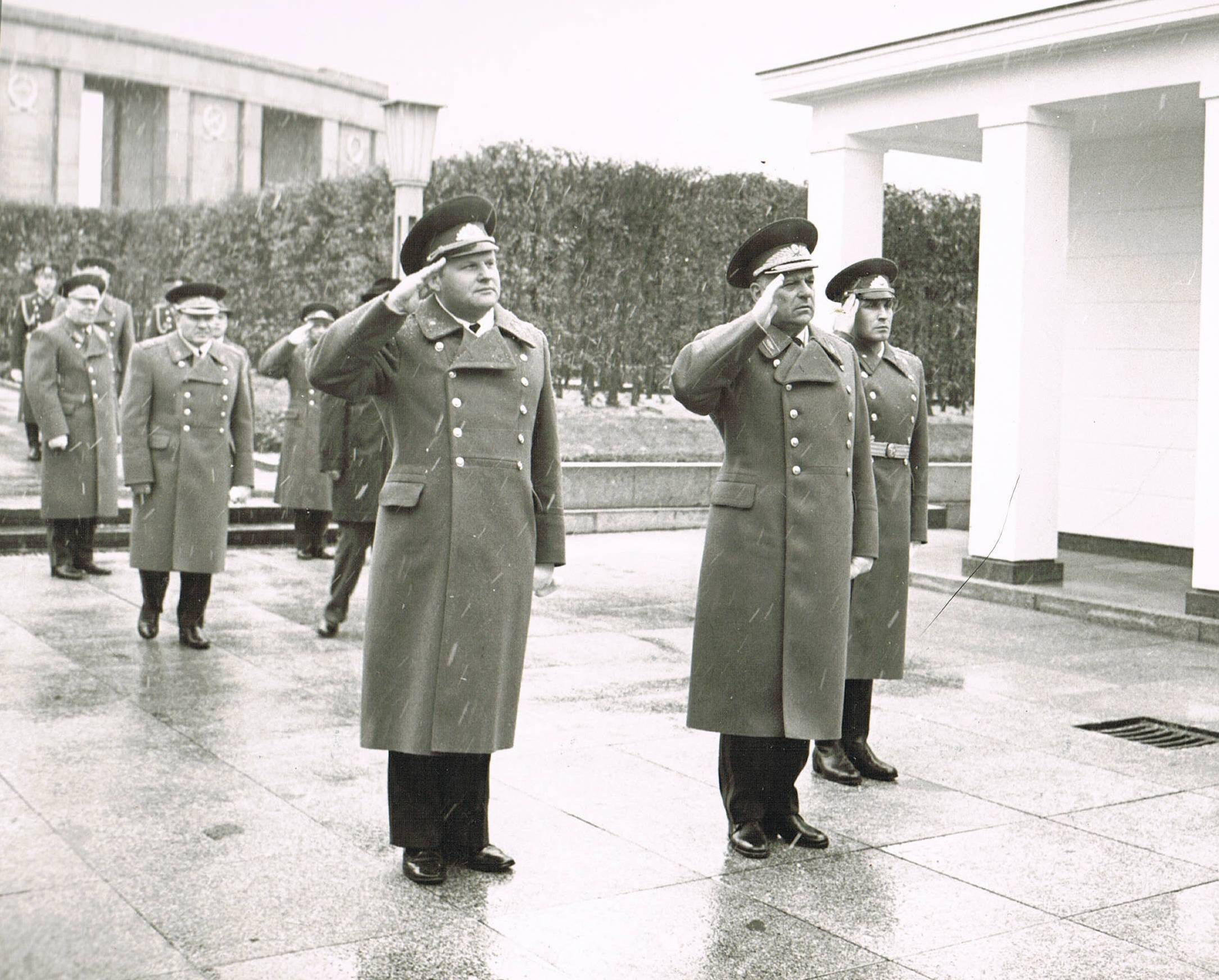
Генерал армии Е. Ф. Ивановский, подполковник А. А. Дорофеев у Мемориала в Тиргартене. 7.11.80. Западный Берлин. Тиргартен.

В мае 1965 г. личный состав 133-го омсб принимал участие в параде в честь 20-летия Победы над гитлеровской Германией. В этом же году за образцовое несение караульной и специальной службы, отличные показатели в боевой и политической подготовке 35 воинов части были награждены председателем Совета Министров СССР А. Н. Косыгиным почётными грамотами.
В 1967 году располагавшийся в военном городке у пересечения Цвизелер-штрассе и Роберт-Зиверт-штрассе 133-й омсб был перемещён во вновь построенный городок для бригады, а его военный городок занял 10-й отдельный танковый батальон.
В 1967 году была проведена реорганизация батальона. 3-я рота стала выполнять задачи по несению специальной службы на КПП обвода г. Берлина. Первоначально было создано 6 контрольно-пропускных пунктов для упорядочения въезда советских военнослужащих в Берлин: грунтовые КПП — Эркнер, Линденберг, Бонсдорф и железнодорожные КПП — Эркнер, Шёнефельд и Бернау.
17 июня 1968 г. более десяти западноберлинских неонацистов проникли на территорию мемориала в Тиргартене и попытались осквернить памятник. По команде начальника караула лейтенанта В. П. Данько личный состав караула, решительно и умело действуя штыком и прикладом, выдворил экстремистов с территории памятника. Провокация была сорвана.
21 августа 1968 г. в Западном Берлине автобус с личным составом караула был остановлен группой агрессивно настроенных неонацистов, которые облили лобовое стекло краской и разрисовали свастиками. Советские воины, проявив выдержку и хладнокровие, на провокацию не поддались. В результате этого инцидента главнокомандующий ГСВГ Маршал Советского Союза П. К. Кошевой направил командующему английскими войсками в Западном Берлине ноту протеста, поскольку именно англичане были обязаны обеспечить порядок и безопасность военнослужащих СССР в английском секторе Берлина. После этого советский караул от КПП на Инвалиден-штрассе до мемориала в Тиргартене сопровождался нарядом английской военной полиции, у въезда на территорию памятника был установлен полицейский пост.
В 1970 году имела место наиболее серьёзная провокация против советского караула в Тиргартене. В ночь с 6 на 7 ноября 1970 г. в 01 час 07 минут неонацист Вайль обстрелял из малокалиберной винтовки советский парный пост у памятника, в результате чего рядовой И. И. Щербак получил ранения в левую руку и левый бок. Поднятый в ружьё караул, проявив железную выдержку, ответного огня открывать не стал, тем самым не дав повод западной прессе развязать антисоветскую кампанию, что могло поставить под угрозу срыва подписание договоров между СССР и ФРГ, ГДР и ФРГ, четырёхстороннего соглашения по Западному Берлину. Фактически грамотные и хладнокровные действия караула в состав которого входили начальник караула лейтенант А. В. Конарев, помощник начальника караула старший сержант М. А. Литвиненко, караульные ефрейторы А. Гаранин, В. Ткаченко, П. Кучма, С. Скрипник, Н. Чуйков, Ю. Боровский, рядовые А. И. Акулов,  Н. Дороненко, Н. Бусел, Б. Колесник, Н. Богачев, Л. Илюхин, И. И. Щербак предотвратили очередной всплеск напряжённости в Европе.
За мужество и стойкость, проявленные при выполнении боевой задачи по охране памятника советским воинам в Тиргартене, лейтенант А. В. Конарев и рядовой И. И. Щербак были награждены Почётным знаком ЦК ВЛКСМ «Воинская доблесть». Главнокомандующим ГСВГ генералом армии Куликовым весь личный состав караула был награждён ценными подарками.
Дважды — в январе и октябре 1970 г. — соединение и часть посетил министр обороны СССР Маршал Советского Союза А. А. Гречко.
В 1971 г. при несении специальной службы на КПП обвода г. Берлина отличился личный состав 3-й роты. Ефрейтор В. Г. Лосик, проявив бдительность, заметил неизвестного, который пытался фотографировать военную технику, и принял меры к его задержанию. Задержанный был передан сотрудникам КГБ.
В 1971 г. часть посетил Маршал Советского Союза И. С. Конев. В этом же году первичная комсомольская организация 1-й мотострелковой роты была награждена вымпелом Военного совета ГСВГ «Лучшей первичной комсомольской организации ГСВГ в честь XIV съезда КПСС».
В 1972—1973 гг. личный состав части успешно справился с поставленными задачами и добился звания «Отличный батальон».
В августе 1973 г. караул по охране мемориала в Тиргартене посетила советская делегация во главе с первым секретарём ЦК ВЛКСМ Е. М. Тяжельниковым, принимавшая участие в X фестивале молодёжи и студентов, проходившем в Берлине.
5 мая 1975 г. бригаду и батальон посетила партийно-правительственная делегация ГДР во главе с первым секретарём ЦК СЕПГ Э. Хоннекером, председателем Госсовета ГДР В. Штофом и председателем Совмина ГДР Х. Зиндеманом. Делегацию сопровождали главком ГСВГ генерал армии Е. Ф. Ивановский и член Военного Совета — начальник Политуправления ГСВГ генерал-полковник И. В. Медников.
По итогам боевой и политической подготовки за 1975 учебный год 133-й омсб занял первое место в 20-й гвардейской общевойсковой армии, за что командующий армией наградил батальон переходящим призом.
В течение 1976 г. личный состав 1-й мотострелковой роты батальона отлично нёс службу по охране мемориала в Тиргартене. Только за первые девять месяцев зафиксировано более 50 провокаций против караула со стороны западноберлинских полицейских, американских, английских, французских военнослужащих.
C 1977 года бригаду возглавил подполковник В. А. Титаров. Бригада стала выполнять специальные задачи. С 1 июля 1977 года личный состав 1-й мотострелковой роты стал выполнять специальные поездки в Западный Берлин. В течение 1978 года против караула в Тиргартене было зафиксировано более 100 провокаций.
В сентябре 1977 на очередной смотр спортивно-массовой работы был представлен личный состав 1 мср. По итогам смотра часть вновь заняла первое место в ГСВГ и ВС СССР.

### 1982—1994 годы
Преобразование бригады в гвардейскую
В целях увековечивания боевых заслуг, истории и славы 185-го гвардейского стрелкового Берлинского ордена Богдана Хмельницкого полка в 1982 году Грамотой Президиума Верховного Совета СССР и директивой Генерального штаба ВС СССР 6-й отдельной мотострелковой бригаде были переданы гвардейское Боевое Знамя, почётное наименование «Берлинская» и орден Богдана Хмельницкого. Отныне 6-я омсбр стала именоваться 6-я гвардейская отдельная мотострелковая Берлинская ордена Богдана Хмельницкого бригада. В неё продолжал входить 133-й отдельный мотострелковый батальон.

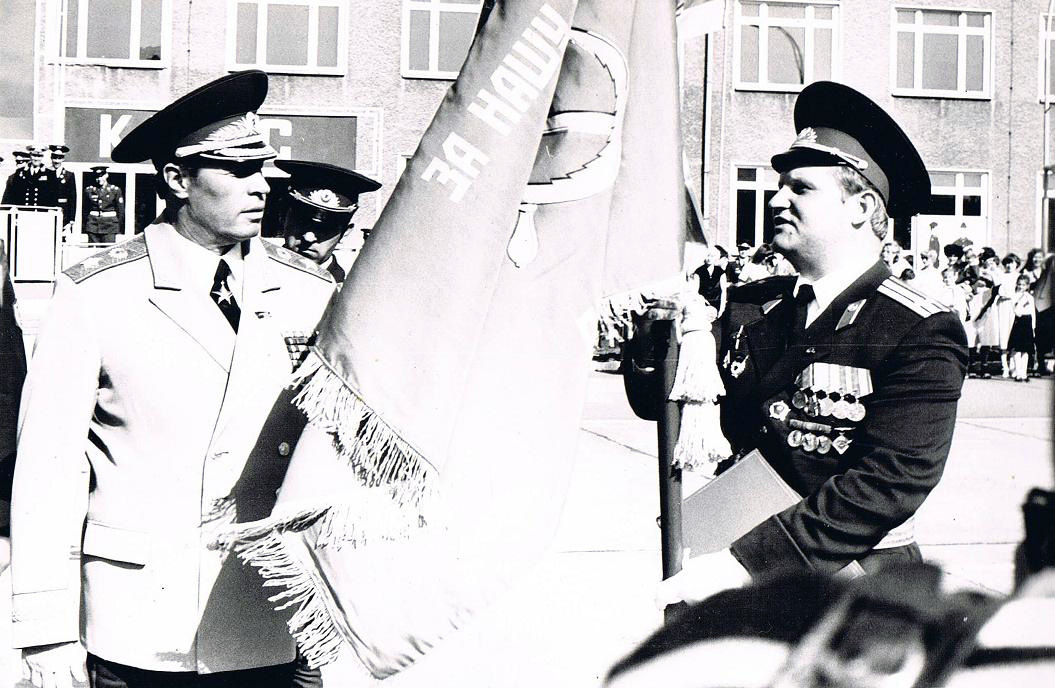
Главком ГСВГ генерал армии М. М. Зайцев вручает комбригу подполковнику А. А. Дорофееву Боевое Знамя 6-й гв. омсбр

В бригаду также была передана копия исторического формуляра 185-го гвардейского стрелкового полка, которая хранилась вместе с историческим формуляром бригады.

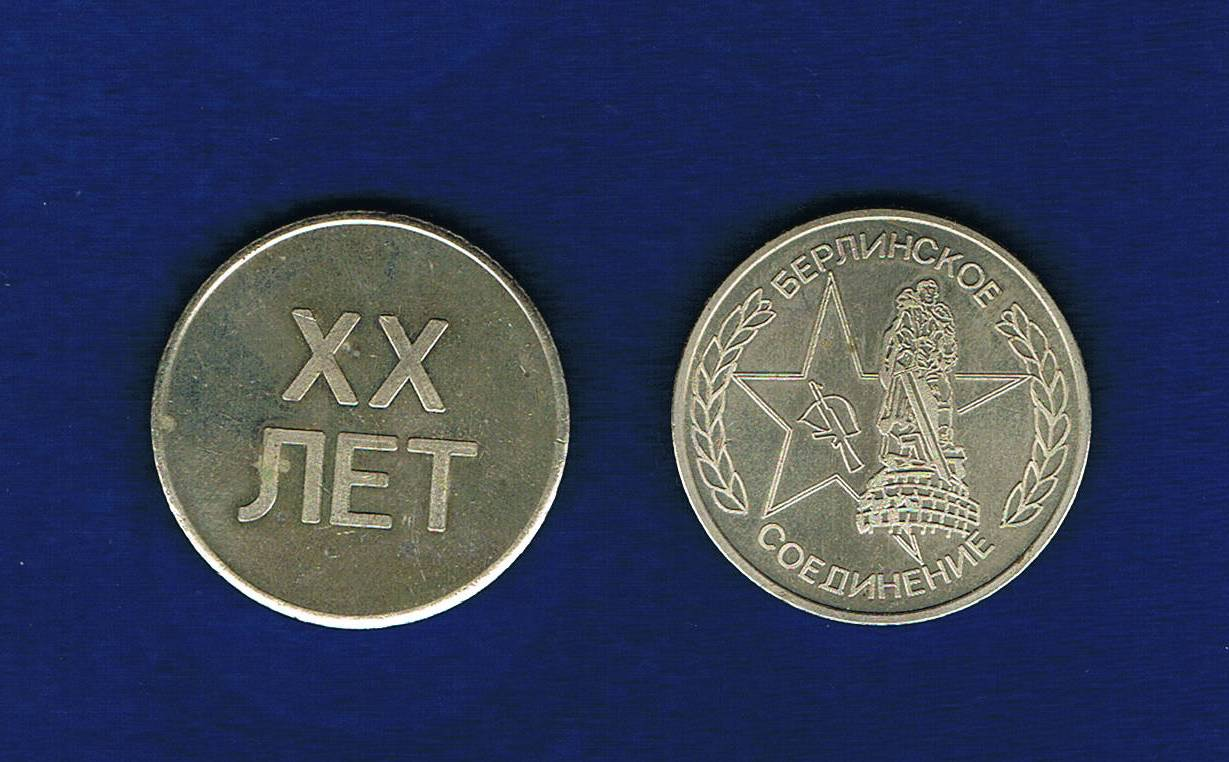
Памятная медаль. «20 лет Берлинской бригаде» (до принятия регалий 185-го гв. мсп). 6-я гв. омсбр, Берлин, Кархорст. ГСВГ, 1982 год

В начале сентября 1982 года главком ГСВГ генерал армии М. М. Зайцев в торжественной обстановке вручил бригаде гвардейское Боевое Знамя.
В 1987 году за успехи, достигнутые в боевой подготовке, бригада была награждена вымпелом министра обороны СССР «За мужество и воинскую доблесть».
22 декабря 1990 г. в связи с завершением выполнения задачи по охране памятника в Тиргартене караул был снят. В протоколе, подписанном командованием ЗГВ и сенатом Берлина, говорится:

«Главнокомандующий ЗГВ уведомил сенат Берлина о том, что 22 декабря 1990 года почётный караул у памятника в Тиргартене окончательно снимается. Представитель сената указал на статью 18 Договора о добрососедстве, партнерстве и сотрудничестве между СССР и ФРГ от 9 ноября 1990 года, в которой правительство ФРГ заявило, что сооружённые на немецкой земле памятники советским жертвам войны и тирании будут находиться под защитой немецких законов».— http://10otb.ru/content/army/133omsb/133_history.html
На (недоступная ссылка) посту у памятника в тот день советских солдат сменили немецкие полицейские.

### 1994—1997
31 августа 1994 года 6-я отдельная гвардейская мотострелковая бригада самой последней из Западной группы войск была выведена в город Курск (Московский военный округ). Для её расположения был создан военный городок имени маршала Жукова.
К 1997 году в состав бригады входили:
- 154-й отдельный мотострелковый батальон (в/ч 33638), командир майор Дворников, Александр Владимирович
- 178-й отдельный мотострелковый батальон (в/ч 33792);
- 524-й отдельный мотострелковый батальон (в/ч 06526);
- 525-й отдельный мотострелковый батальон (в/ч 02078);
- 65-й отдельный танковый батальон (в/ч 35729);
- 79-й отдельный гаубичный самоходно-артиллерийский дивизион (в/ч 02080);
- 83-й отдельный гаубичный самоходно-артиллерийский дивизион (в/ч 03544);
- 90-й отдельный зенитный ракетный дивизион (в/ч 03557);
- 93-й отдельный зенитный ракетно-артиллерийский дивизион (в/ч 03615);
- 89-й отдельный противотанковый артиллерийский дивизион (в/ч 03562);
- 584-я станция фельдъегерско-почтовой связи (в/ч 35757).

С декабря 1994 года из состава 6-й гв. омсбр около 700 солдат, более 100 офицеров и прапорщиков участвовали в боевых действиях в Чечне. За проявленное мужество и героизм они награждены государственными наградами. 28 человек погибли, свыше 50 получили ранения и контузии.

### 1997—2009 годы
В 1997 году 6-я отдельная гвардейская мотострелковая бригада была переформирована в 6-й гвардейский мотострелковый полк 10-й гвардейской танковой дивизии Московского военного округа.
В 2001 году полк принимал участие в боевых действиях на Северном Кавказе.

Накануне командировки на Северный Кавказ батальонная тактическая группа [6-го] гвардейского Берлинского ордена Богдана Хмельницкого II степени мотострелкового полка прошла основательную подготовку. С первого дня гвардейцы занимались боевым слаживанием отделений, экипажей, расчетов. Два месяца полигонной подготовки с учётом опыта прежних боевых действий на Северном Кавказе не прошли даром. Каковы же итоги?
Берлинцам придали артдивизион одного из полков гвардейской Кантемировской дивизии. И 10 сентября 2001 года батальонная тактическая группа (БТГ) заняла рубежи в Аргунском ущелье. Главным было прочно удерживать базовый район, обеспечивать беспрепятственное движение автоколонн в тридцатикилометровой зоне от Атагов до Шатоя и во взаимодействии с другими силами группировки уничтожать бандгруппы.
Десять взводных опорных пунктов (ВОП) круглосуточно и практически автономно прикрывали «дорогу жизни». Гвардейцы «держали» каждый метр дороги. Дозоры вели ежедневную инженерную разведку маршрута, обезвреживая мины, фугасы. Дополнительно выставлялись секреты на опасных участках тридцатикилометровой зоны ответственности. Особая нагрузка легла на артиллерию, которая не реже двух раз в сутки оказывала огневое воздействие на противника.
— Хроленко А. Аргунский рубеж берлинцев / Красная звезда. — 2 марта 2002.
В 2009 году 6-й гвардейский мотострелковый полк расформирован.

## Наименования и награды
- Почётное звание «Гвардейский»[5], в 1943 году за отличие в боях под Сталинградом.
- Указом Президиума Верховного Совета СССР от 7 сентября 1944 года за образцовое выполнение заданий командования в боях с немецкими захватчиками при прорыве обороны противника южнее Бендеры, за овладение городом Кишинёв и проявленные при этом доблесть и мужество 185-й гвардейский стрелковый полк был награждён орденом Богдана Хмельницкого 2 степени.
- За мужество и отвагу при взятии Берлина 185-й гвардейский ордена Богдана Хмельницкого стрелковый полк удостоен почётного наименования «Берлинский».
- Гвардейское Боевое Знамя, звание «Гвардейская» и почётное наименование «Берлинская» — вручены 6-й бригаде в сентябре 1982 года в целях сохранения боевых традиций и памяти о боевых заслугах 185-го гвард
- Вымпел Министра обороны СССР «За мужество и воинскую доблесть» — в 1987 году 6-я бригада награждена за успехи, достигнутые в боевой подготовке.

## Командование

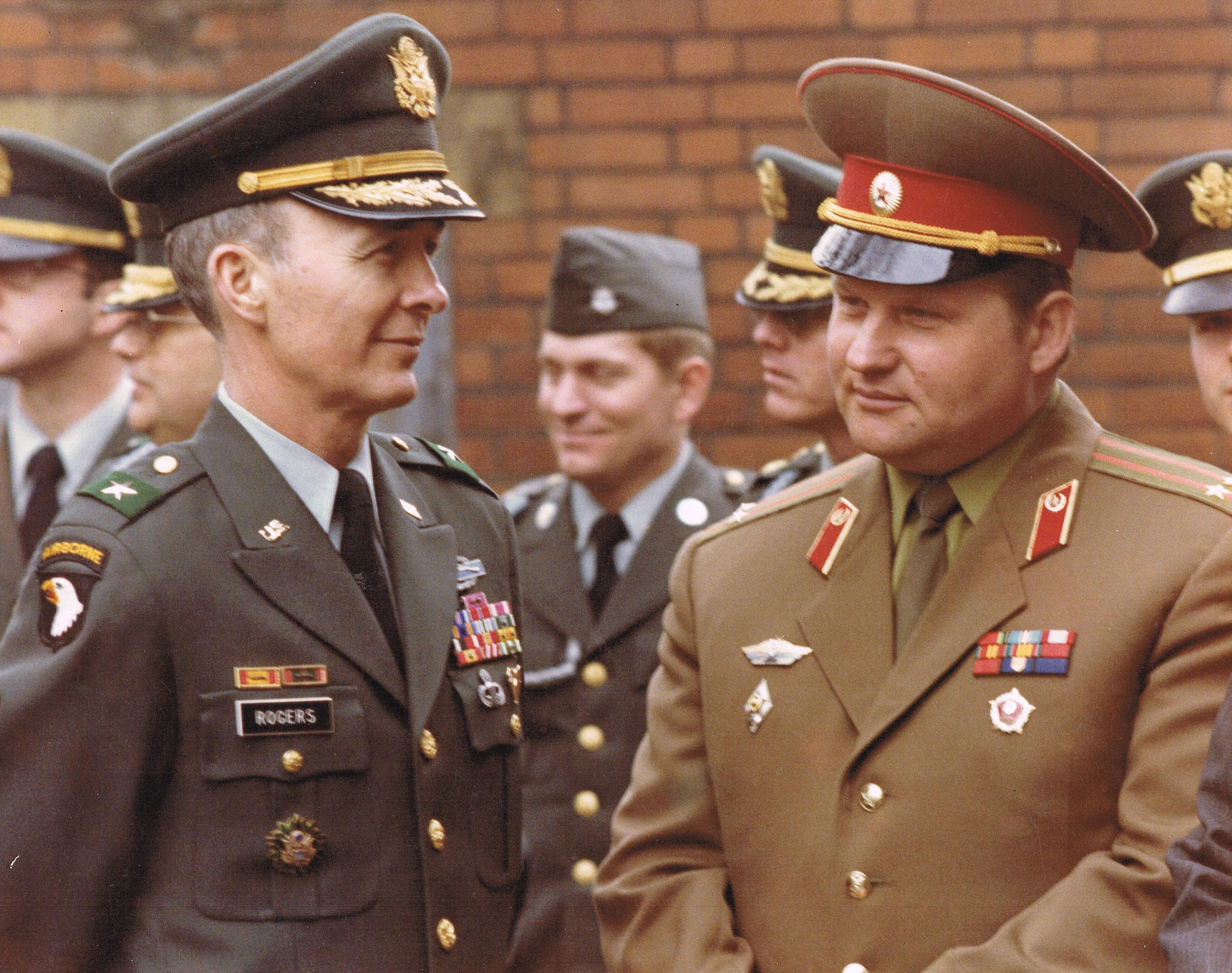
Бригадный генерал Роджерс (США), подполковник Дорофеев А. А. (СССР) на смене караулов 1 апреля 1981 года Западный Берлин Шпандау.
MG John E. Rogers (USA), lieutenant Colonel Alexander Dorofeev. (Soviet Union). W.Berlin.01.04.1981.

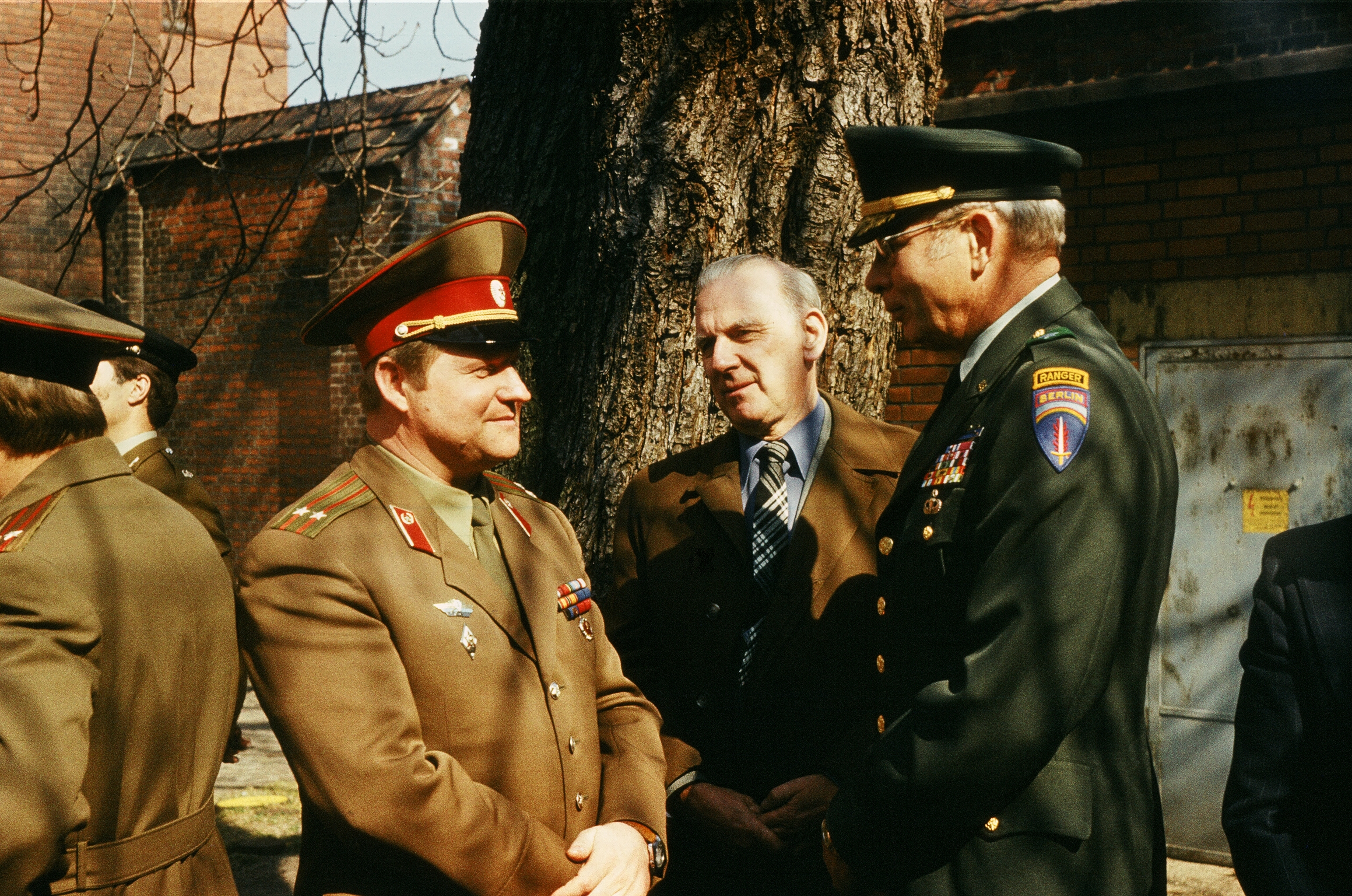
Комбриги подполковник Александр Дорофеев и бригадный генерал Лерой Саддат (BG Leroy N. Suddath, Jr.) на смене караулов Вооружённых Сил СССР и США. Германия, Западный Берлин, Шпандау. 01.04.1982

Ниже представлен список командиров 6-й бригады (1962—1997) и 6-го полка (1997—2009), а также начальников штаба и начальников политотдела бригады.

### Командиры бригады (1962—1997)
- Август 1962 — февраль 1963: полковник Кириллов, Иван Васильевич;
- февраль 1963 — март 1966: полковник Сергеев, Николай Сергеевич;
- март 1966 — сентябрь 1968: полковник Селих, Владимир Яковлевич[20];
- сентябрь 1968 — июнь 1971: полковник (с 1971 генерал-майор) Петкевич, Юрий Петрович;
- 1971—1977: полковник Моисеев, Геннадий Ксенофонтович;
- 1977 — сентябрь 1980: подполковник Титаров, Владимир Андреевич
- октябрь 1980 — май 1983: подполковник (с 1.04.1983 гвардии полковник) Дорофеев, Александр Анатольевич[21];
- май 1983 — 1984: гвардии подполковник Романов, Владимир Андреевич;
- 1984 — август 1986: гвардии полковник Марченков, Валерий Иванович;
- август 1986 — сентябрь 1987: гвардии полковник Прыгунов, Алексей Александрович;
- сентябрь 1987 — 1989: гвардии подполковник (позже полковник) Пятибрат, Пётр Афанасьевич[22];
- 1989—1991: гвардии полковник Евтеев, Александр Николаевич[23];
- 1992—1995: гвардии полковник (с 1994 года генерал-майор) Макаров, Юрий Петрович;
- 1995—1997: гвардии подполковник Герой Советского Союза Гущин, Сергей Николаевич[24];

### Командиры полка (1997—2009)
- 1997—2005: гвардии полковник Тимохин Сергей Владимирович;
- 2005—2007: гвардии подполковник Разгонов Виталий Леонидович[25][26];
- 2007—2008: гвардии полковник Сташек Константин Олегович;
- 2008—2009: гвардии полковник Тупик Андрей Фёдорович.

### Начальники штаба бригады (1962—1997)
- 1962—1965: полковник Конасов Федор Иванович;
- 1965—1969: полковник Каухов И. С.;
- 1970—1972: подполковник Похлебаев;
- 1972—1973: подполковник Савельев;
- 1973—1976: подполковник Штанько Ф. П.;
- на 1976: майор Калинин;
- на 1977: майор Бузмаков;
- 1978—1979: полковник Луценко;
- 1980—1982: подполковник Ермаков Евгений Петрович;
- 1982 — 10.1986: гв. полковник Изотов Владимир Семёнович;
- 10.1986 — 09.1987: гв. подполковник Пятибрат, Пётр Афанасьевич;
- 09.1987 — 1988: гв. подполковник Балабанов Г. Ф.;
- 1988—1989: гв. подполковник Акимов Николай Григорьевич;
- 1989—1991: гв. подполковник Чужиков Вадим Иванович
- 1993—1994: гв. подполковник Самолькин, Алексей Николаевич.

### Начальники политотдела бригады (1962—1997)
- 1966: полковник Бугаев Павел Иванович;
- 1966—1970: подполковник Король Сергей Федорович;
- 1970—1975: подполковник Шульга Юрий Афонович;
- 1975—1976: майор Микулин Иван Иванович;
- 1977—1978: подполковник Катин;
- 1978—1981: майор Кошелев, Николай Александрович;
- 1982—1983: гв. подполковник Сорокин Михаил Михайлович;
- 1983—1985: гв. подполковник Кирьяков Владимир Иванович;
- 1986—1987: гв. подполковник Павлов Валерий Владимирович;
- 1988—1989: гв. подполковник Гуня;
- 1989—1992: гв. подполковник Фральцев Сергей Владимирович;
- 1992: гв. полковник Смокарев В.;

## Коменданты Берлина
- 24.04.1945 — 16.06.1945: генерал-полковник Берзарин, Николай Эрастович;
- 16.06.1945 — октябрь 1945: генерал-полковник] Горбатов, Александр Васильевич;
- октябрь 1945 — 02.04.1946: генерал-лейтенант Смирнов, Дмитрий Иванович[27];
- 02.04.1946 — 07.06.1950: генерал-майор Котиков, Александр Георгиевич[28];
- 07.06.1950 — апрель 1953: генерал-майор Деньгин, Сергей Алексеевич
- апрель 1953 — 23.06.1956 генерал-майор Диброва, Петр Акимович;
- 28.06.1956 — 26.02.1958: генерал-майор Чамов А. С.;
- 26.02.1958 — 09.05.1961: генерал-майор Захаров Н. Ф.;
- 09.05.1961 — 22.08.1962: генерал-майор Соловьёв А. Я.